# Salvador de Horta
Salvador de Horta, O.F.M., (catalão: Salvador d'Horta, em castelhano:  Salvador de Horta, em italiano:  Salvatore da Horta) foi um irmão leigo franciscano espanhol da região da Catalunha, na Espanha, que foi celebrado como um milagreiro durante sua vida. Ele é homenageado como santo pela Igreja Católica.

## Vida
Nasceu Salvador Pladevall i Bien em dezembro de 1520 no hospital de Santa Coloma de Farners, localizado na província catalã de Girona, onde seus pais trabalhavam como empregados. Órfão aos 14 anos, mudou-se com sua irmã Blasa para Barcelona, onde trabalhou como sapateiro para sustentar os dois.
Quando sua irmã se casou, Pladevall sentiu-se à vontade para seguir um chamado religioso que sentira. Ele entrou pela primeira vez na famosa Abadia Beneditina de Santa Maria de Montserrat, perto de Barcelona, para explorar a vida monástica. Aparentemente não se sentindo atraído para lá e desejando uma vida mais humilde, entrou no noviciado do ramo observador da Ordem dos Frades Menores de Barcelona como irmão leigo em 3 de maio de 1541. Ele fez sua profissão de votos em 1542, tendo se tornado conhecido entre os frades para o seu ascetismo e humildade.
Salvador foi então enviado por seus superiores para servir de cozinheiro, mendigo designado e carregador do convento de Tortosa. Lá Salvador logo adquiriu fama de curandeiro, e o convento tornou-se destino de peregrinos enfermos. Foi estimado pelos observadores que o número de visitantes ao convento chegava a cerca de 2.000 pessoas por semana.
Como resultado, os superiores de Salvador desenvolveram uma suspeita sobre ele, que o seguiria pelo resto de sua vida, e começaram a transferi-lo para diferentes conventos: primeiro Bellpuig, depois Lleida, seguido pela remota aldeia de Horta de Sant Joan, a vila com a qual mais se identifica, residindo aí 1547-1559 no Convento de Nossa Senhora dos Anjos. Salvador acabou sendo transferido para o convento de Reus e novamente para Madrid, onde foi visitado pelo rei Filipe II da Espanha, seguido por outra mudança para o convento de Barcelona. Enquanto residia lá, em 1560 foi denunciado à Inquisição Espanhola pelos muitos milagres atribuídos à sua intercessão. Após algumas investigações, eles optaram por não tomar nenhuma ação contra ele.
Em 1565 Salvador foi designado para o Convento de Santa Maria de Jesus em Cagliari, na ilha da Sardenha, então sob o domínio da Espanha, onde continuou a servir como cozinheiro da comunidade. Ele também continuou a fazer curas por sua intercessão. Foi lá que ele morreu em 18 de março de 1567.

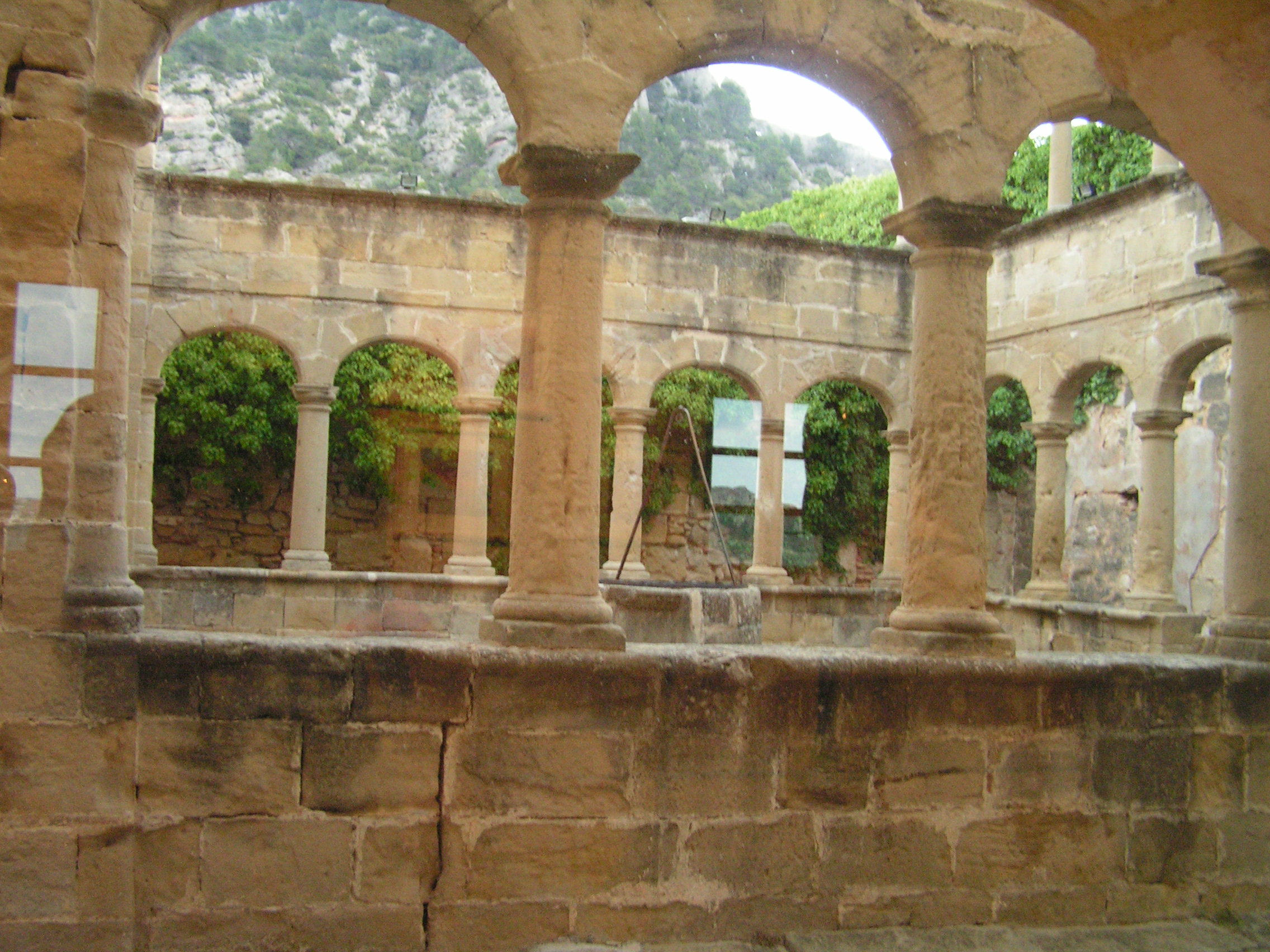
Restos mortais do claustro do convento franciscano da Horta de Sant Joan, onde São Salvador viveu durante doze anos

## Veneração
A pedido do Rei Filipe, Salvador foi autorizado a ser venerado como "Bem-aventurado" em 5 de fevereiro de 1606 pelo Papa Paulo V, o que foi confirmado em 29 de janeiro de 1711 pelo Papa Clemente XI. Ele foi canonizado em 17 de abril de 1938 pelo Papa Pio XI. Seu dia de festa é geralmente celebrado em 18 de março, aniversário de sua morte; mas é o que os Frades menores fazem no dia 17 de abril, aniversário da sua canonização.
Seus restos mortais foram originalmente enterrados na Igreja de Santa Maria de Jesus, anexa ao convento onde ele morreu. Em 1606 foi decidido abrir sua sepultura para fornecer seu coração como uma relíquia para a comunidade franciscana de Silke, perto de Sassari. Quando foi aberto, seu corpo ainda estava intacto. Assim, quando a Igreja de Santa Maria de Jesus foi demolida em 1718, seus restos mortais foram enterrados primeiro em outra igreja da Ordem na cidade e, finalmente, em 1758, foram sepultados em um caixão de vidro sob o altar-mor do Igreja de Santa Rosalie na cidade. Este continua sendo seu santuário, onde seus restos mortais podem ser venerados.

A veneração de Salvador espalhou-se por sua Catalunha natal e também pela Calábria, durante muito tempo sob domínio espanhol.